# Szlak Kartuski
Szlak Kartuski – niebieski znakowany szlak turystyczny wytyczony przez obszar miast Sopot, Gdańsk i powiatu kartuskiego prowadzący z Sopotu Kamiennego Potoku do Kartuz (dawny dworzec PKP) kaszubskim obszarem województwa pomorskiego (liczący ok. 68 km długości).

## Przebieg Szlaku

### Lasy Oliwskiena obszarzeTrójmiejskiego Parku Krajobrazowego
- Sopot Kamienny Potok
- Kamienny Potok
- Brodwino
- Wielka Gwiazda
- Wzgórze Pachołek
- Kuźnia Wodna w Oliwie
- Dolina Radości
- Matemblewo
- Rezerwat przyrody Lasy w Dolinie Strzyży

### Pojezierze Kaszubskie-Radunia
- Kokoszki
- Smęgorzyno
- Jezioro Otomińskie
- Sulmin
- Niestępowo
- Przyjaźń
- Otomino
- Żukowo
- Borkowo

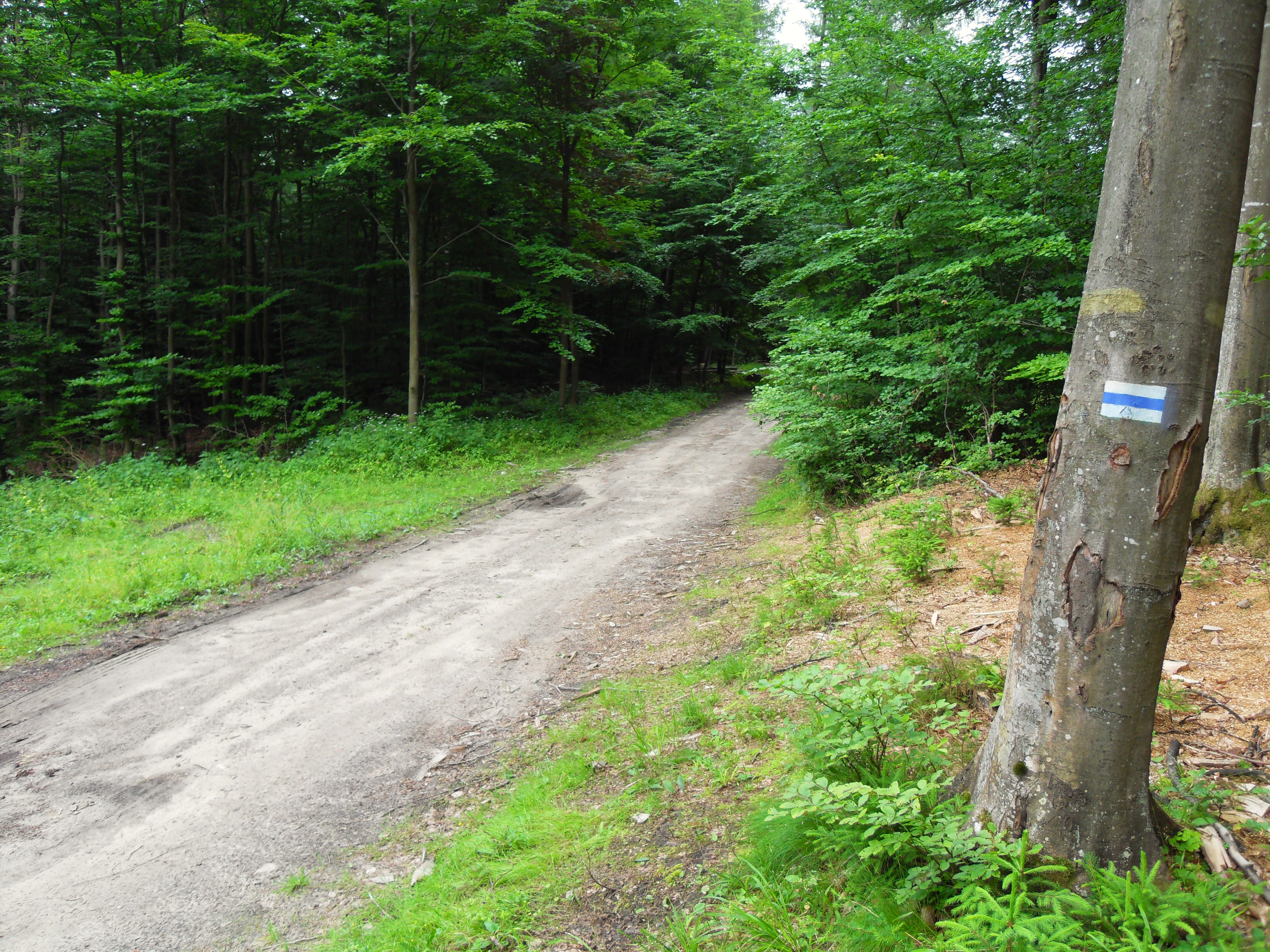
Szlak Kartuski w Lasach Oliwskich

- Rezerwat przyrody Jar Rzeki Raduni
- Jezioro Mezowskie
- Rezerwat przyrody Stare Modrzewie
- Jezioro Karczemne
- Kartuzy